# Pretorie
Pretorie je město, od roku 2005 součást aglomerace Tshwane. Leží v provincii Gauteng v Jihoafrické republice. Je to jedno ze tří hlavních měst Jihoafrické republiky (další dvě jsou Kapské Město – sídlo zákonodárné moci a Bloemfontein – sídlo soudní moci). Jako sídlo moci výkonné je ale běžně považováno za město hlavní. Aglomerace celého města (Tshwane) má 2 345 908 obyvatel (2007).
Pretorie je situována v přechodné oblasti mezi Vysokým Veldem a Bushveldem, asi 50 km severně od Johannesburgu. Leží v teplém, dobře krytém, úrodném údolí, obklopena kopci z Magaliesbergského pásma, v nadmořské výšce 1370 m.

## Historie

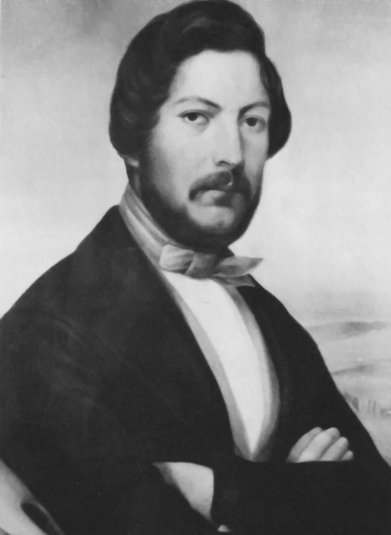
Andries Pretorius (1798–1855)

Původnímu jihoafrickému obyvatelstvu zde mezi léty 1825-1868 vládl král Mzilikazi; ten sjednotil kmeny do království Ndebele, jehož území je nyní z větší části v Zimbabwe. První kolonisté sem přicházeli jako přistěhovalci z Kapské oblasti ve 40. letech 19. století. První farmu založil Nizozemec David Botha roku 1848. 
17. ledna 1852 byla Jižní Afrika vyhlášena republikou. Smlouvu o nezávislosti republiky podepsali zástupci britské vlády a signoval ji také búrský vůdce a generál nizozemského původu, Andries Pretorius (1798-1853). 
Koloniální osadu povýšil na město Pretoria v roce 1855 jeho syn Marthinus Pretorius, pojmenoval ji po otci. Souběžně trval také původní africký název Tshwanne.  O ustavení Pretorie hlavním městem republiky, sídlem parlamentu a prezidenta se zasloužil búrský politik, viceprezident a v letech 1883-1900 prezident Jihoafrické republiky Paul Kruger (1825-1904). Již roku 1867 byly nedaleko Pretorie otevřeny diamantové doly, světově proslulý je největší z nich, nazvaný Cullinan.  
O hospodářskou a politickou vládu zde bojovali v letech 1880-1902 především nizozemští, francouzští a němečtí kolonisté proti Britům. 
Obě Búrské války a konečné vítězství Britů značně ovlivnily vývoj celého města.
14. října 1931 Pretorie získala oficiální statut města.

## Ekonomika
Pretorie je důležité průmyslové centrum, zaměřuje se na zpracování železa a ocele a výrobu automobilů, železnice a strojního zařízení.

## Obyvatelstvo
Obyvatelstvo čítá přibližně jeden milion lidí. Podle statistiky z roku 2011 je tvoří bílých obyvatel 52,45%, 41,95% Afričanů, 2,50% barevných a 1,93% Asiatů. Většina obyvatel mluví jazykem Sepedi, afrikánštinou a angličtinou.

## Památky a turistické cíle

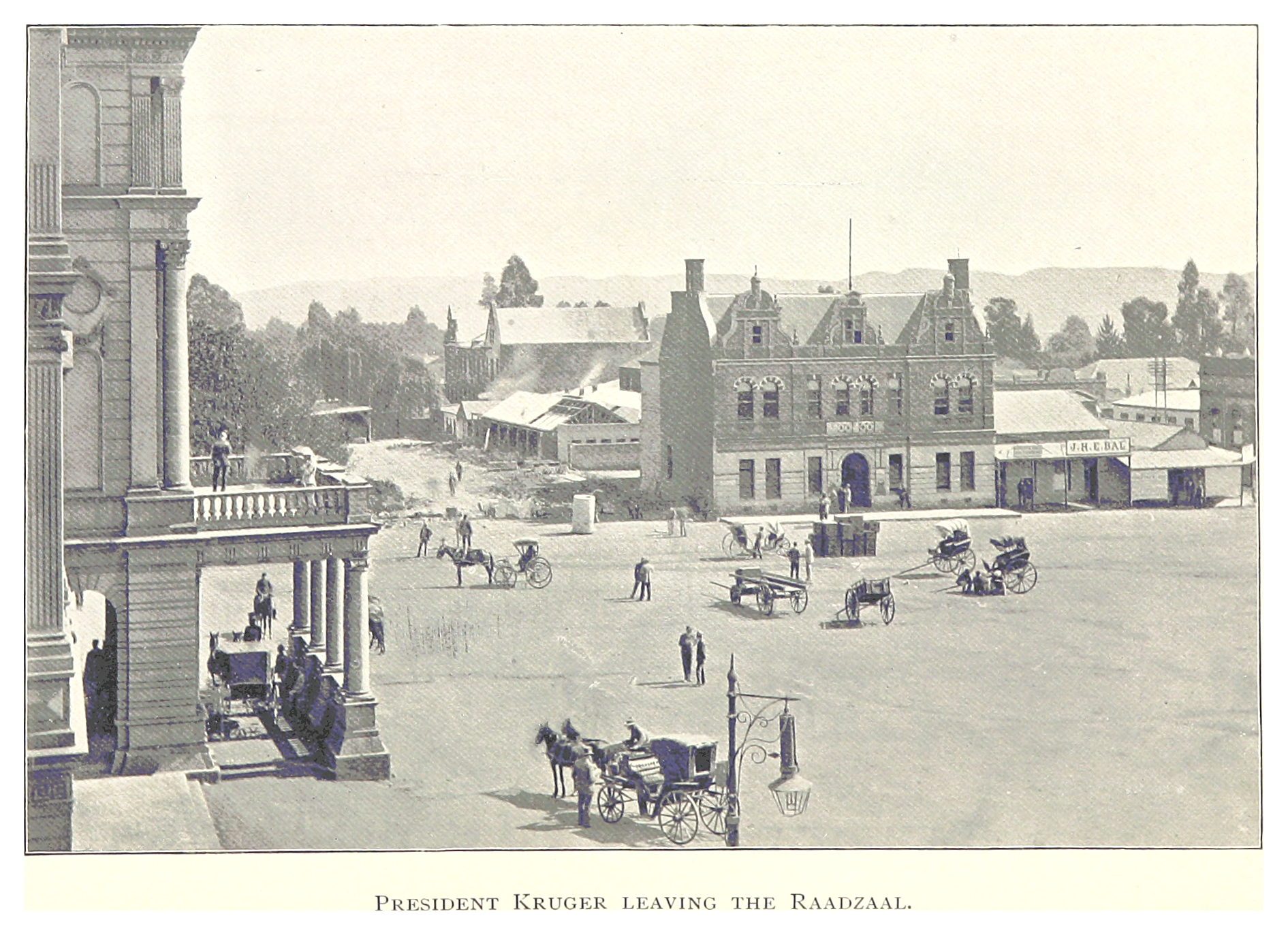
Kostelní náměstí v roce 1899

Kostelní náměstí - původně Tržní náměstí, je nejstarší centrum města. obklopují je historicky a architektonicky významné veřejné budovy: Justiční palác, Staré divadlo Capitol, Tudorovská rezidence, Síň staré radnice (Ou Raadsaal), hlavní pošta, tři kostely, banky a secesní Café Riche z roku 1902. Uprostřed stojí pomník prezidenta Paula Krugera z roku 1896.  

### Kostely
- Katedrála Nejsvětějšího Srdce Páně - novogotická bazilika římskokatolické církve z roku 1877; od roku 1951 je sídlem nové vytvořené arcidiecéze Pretoria
- Anglikánská katedrála sv. Albana - chrám britské církve z roku 1902, s památníkem obětí druhé búrské války; železný kříž je památkou na dánského prince Kristiána Viktora Šlesvicko-Holštýnského, který zde zemřel na úplavici († 1900)
- Grootekerk - Bronbergský kostel reformní církve, sjednotil obec protestantů, především kalvinistů; původní stavba sjednoceného kostela z roku 1857 byla zbořena v roce 1904 a nahrazena současnou stavbou.

### Pevnosti
- Fort Klapperkop a Fort Schanskop - dvě ze čtyř pevností s citadelou z let 1839-1840 byly zbudovány k ochraně města za první búrské války; od roku 1978 sídlo Národního vojenského muzea s památníkem búrských válek

### Veřejné budovy
- Budovy a zahrady Unie, sídlo Jihoafrické vlády
- Justiční palác (1891)
- Voortrekker Monument - moderní hranolový památník velkého treku evropských přistěhovalců, kteří mezi léty 1835–1854 přišli z Kapské kolonie.
- Stará radnice
- Budova první univerzitní koleje

### Ostatní
- Erasmův zámeček - rezidenci si roku 1903 dal postavit George Dean Erasmus, pozdější lovecký letohrádek nyní slouží turistům.

## Kultura
- Staré Kapitolské divadlo na Kostelním náměstí, novoklasicistní budova z roku 1931
- Pretorijské muzeum umění bylo oteveřeno roku 1964; specializuje se na sbírky jihoafrického umění všech médií od počátků do současnosti.[3][chybí lepší zdroj]
- Přírodovědecké historické muzeum

## Školství
Pretorie je jedno z akademických měst v Jihoafrické republice, sídlí zde nejstarší a druhá největší univerzita v zemi, byla založena roku 1873. 

## Sporty
Populárním sportem je ragby. V roce 1995 hostila Pretorie mistrovství světa v ragby. Zdejší tým má svůj stadion nazývaný Loftus Versfeld.

## Osobnosti
- Rory Byrne (* 1944) - designér automobilů
- Elon Musk (* 1971) - americký podnikatel, od roku 2025 člen vlády Donalda Trumpa

## Galerie

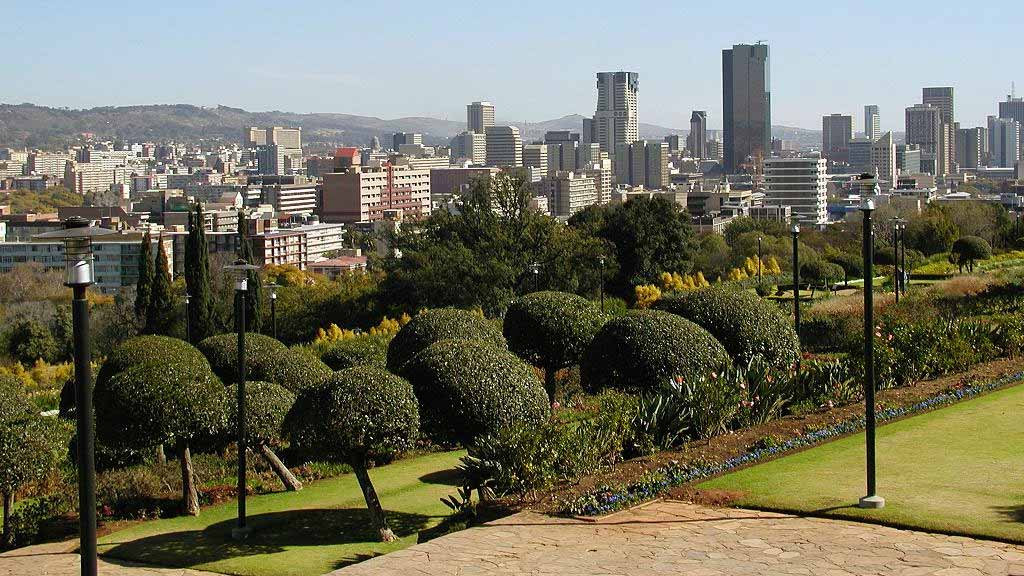
Centrum Pretorie
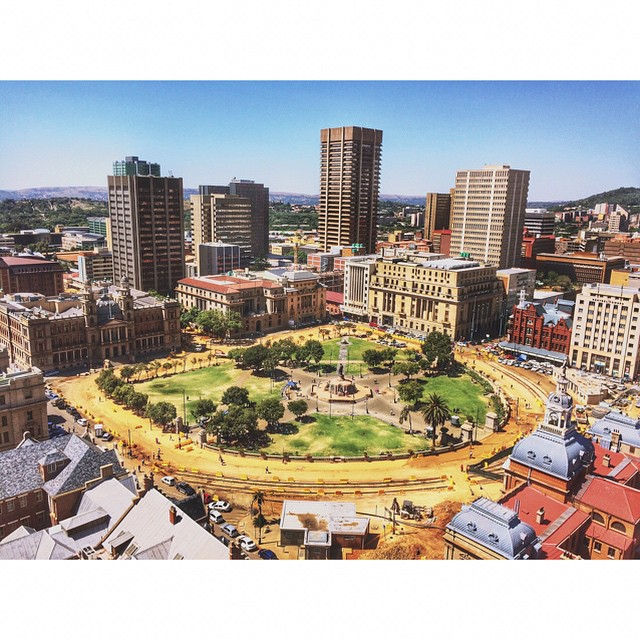
Kostelní náměstí se sochou Paula Krugera
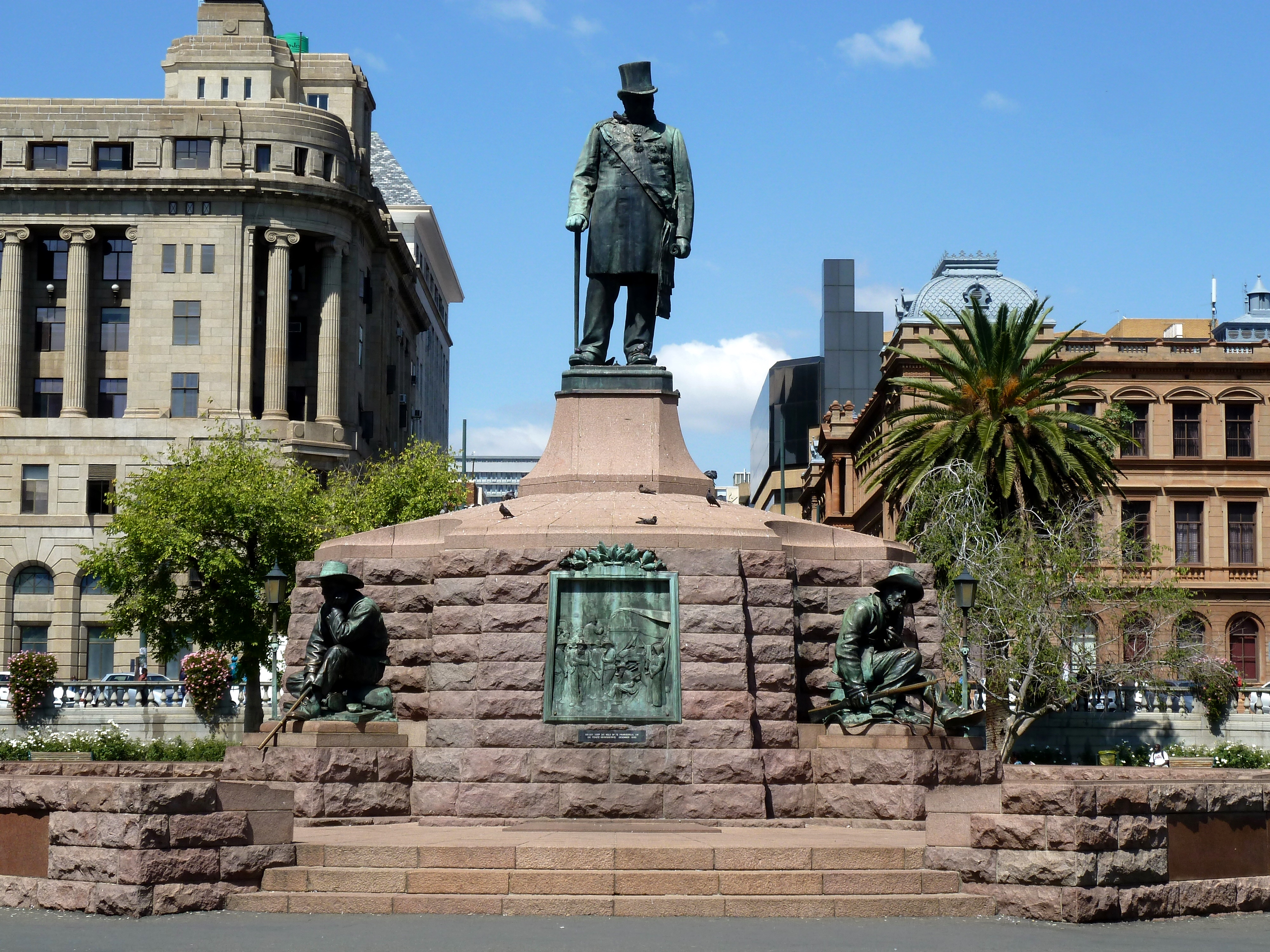
Pomník Paula Krugera
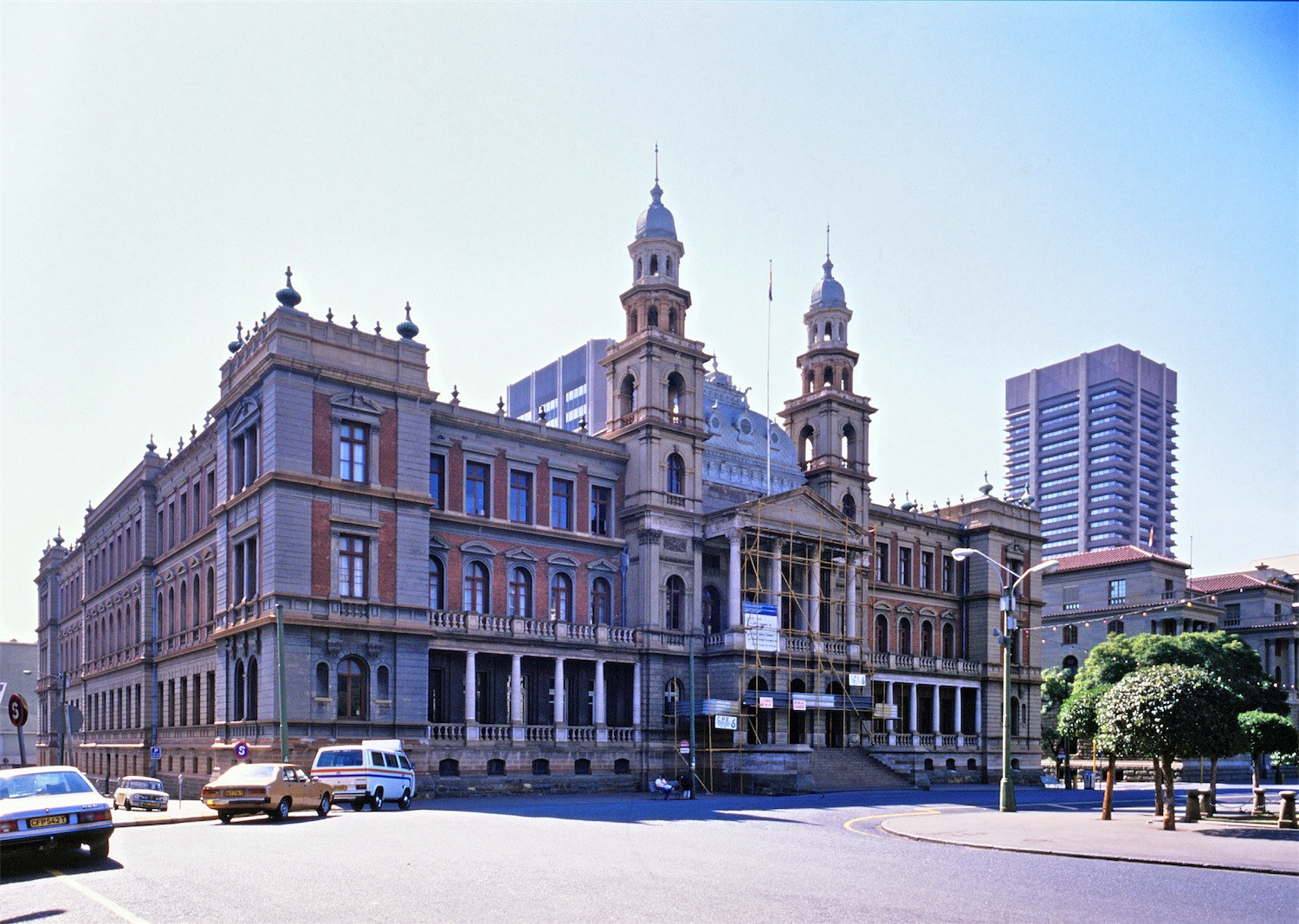
Justiční palác
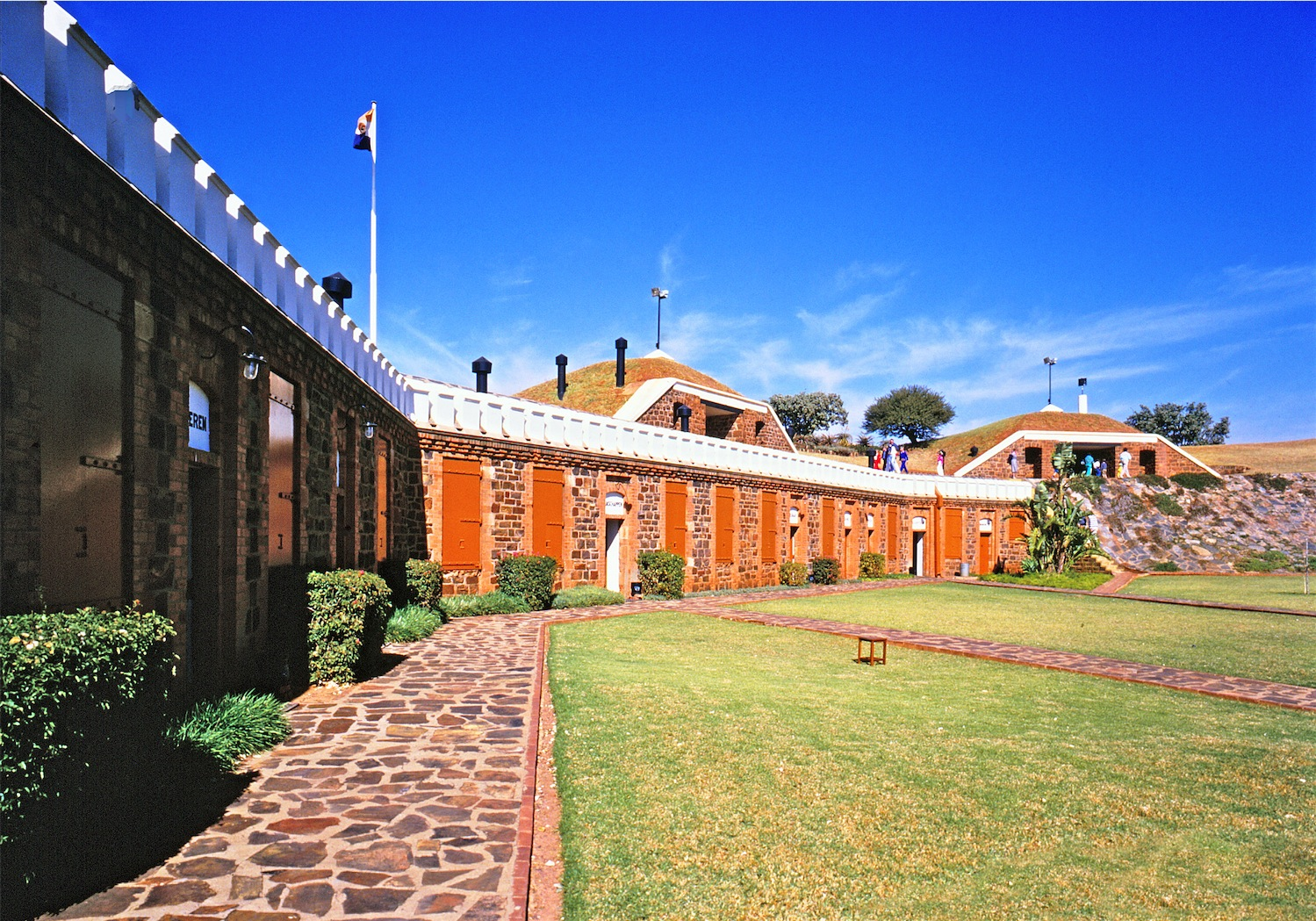
Pevnost Fort Klapperkop
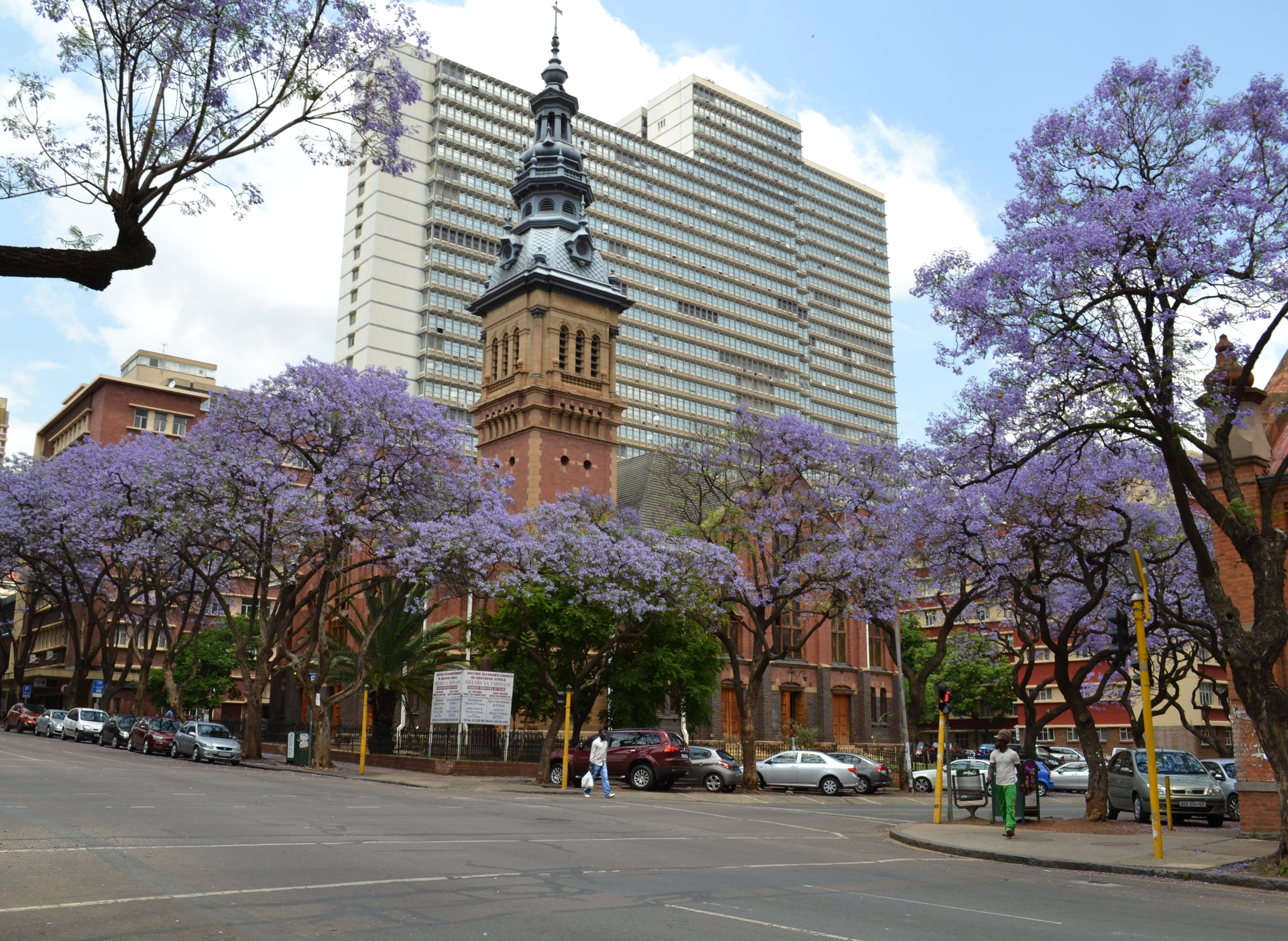
Reformní kostel
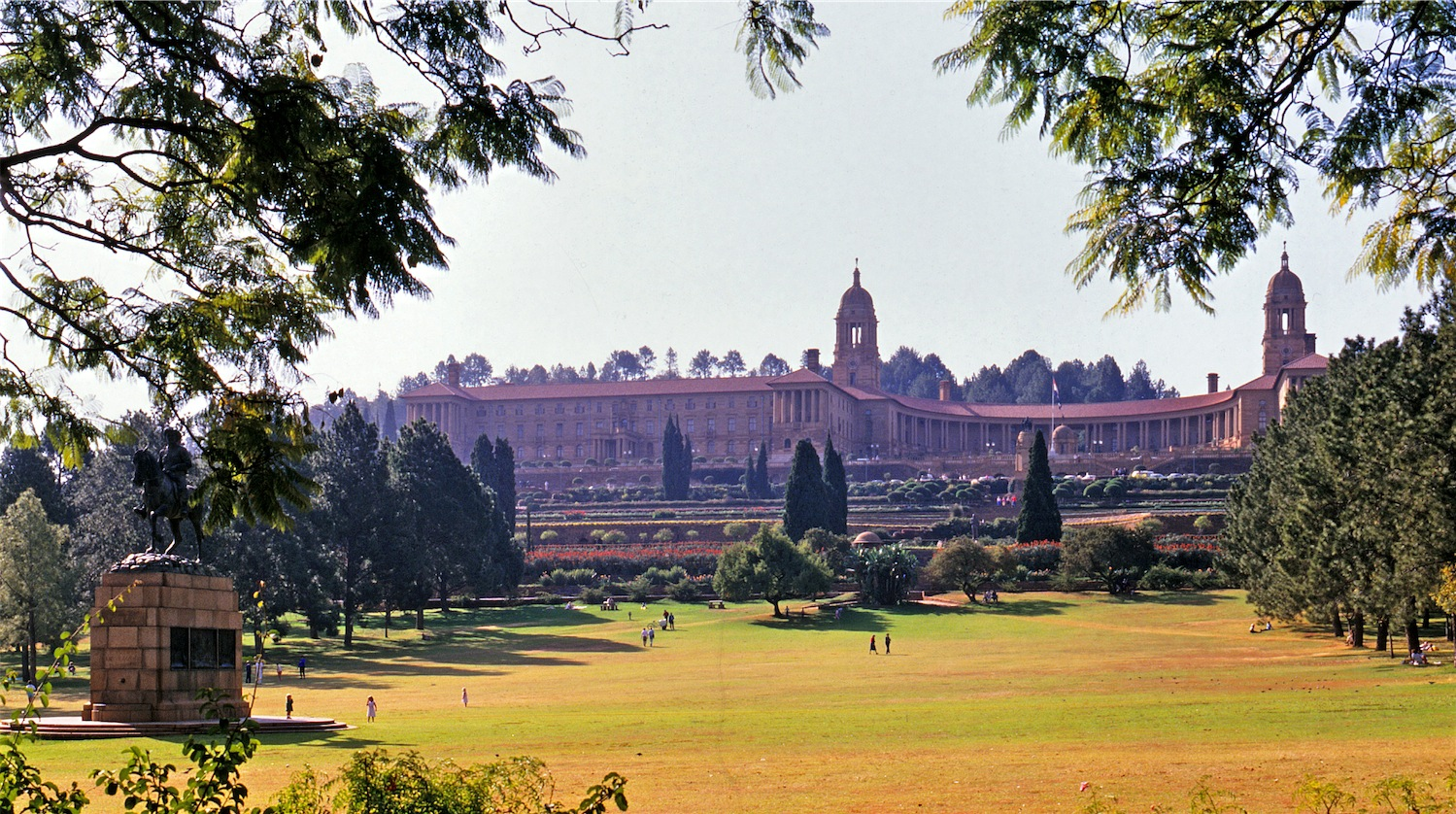
Budovy a zahrady Unie
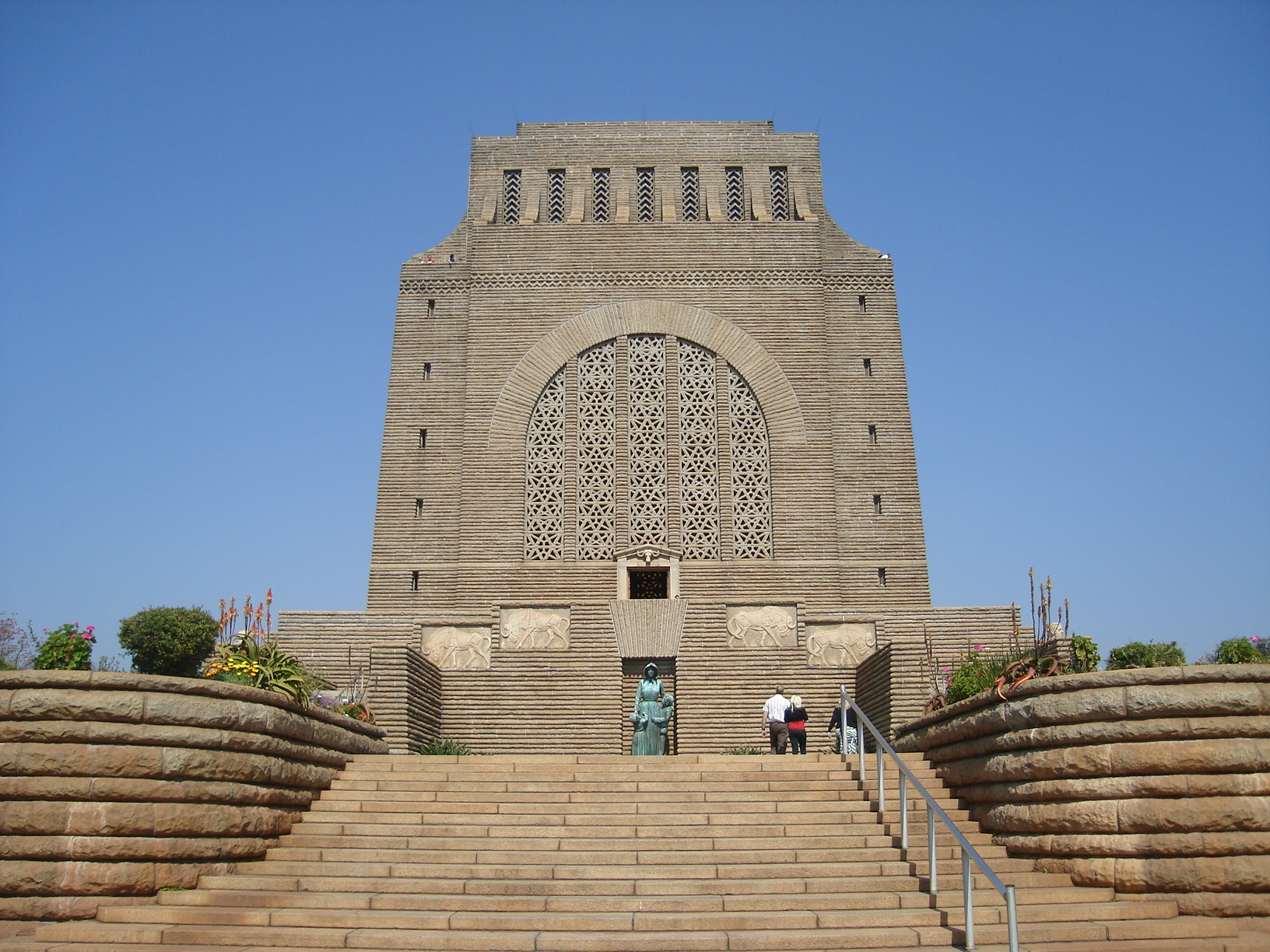
Památník přistěhovalců
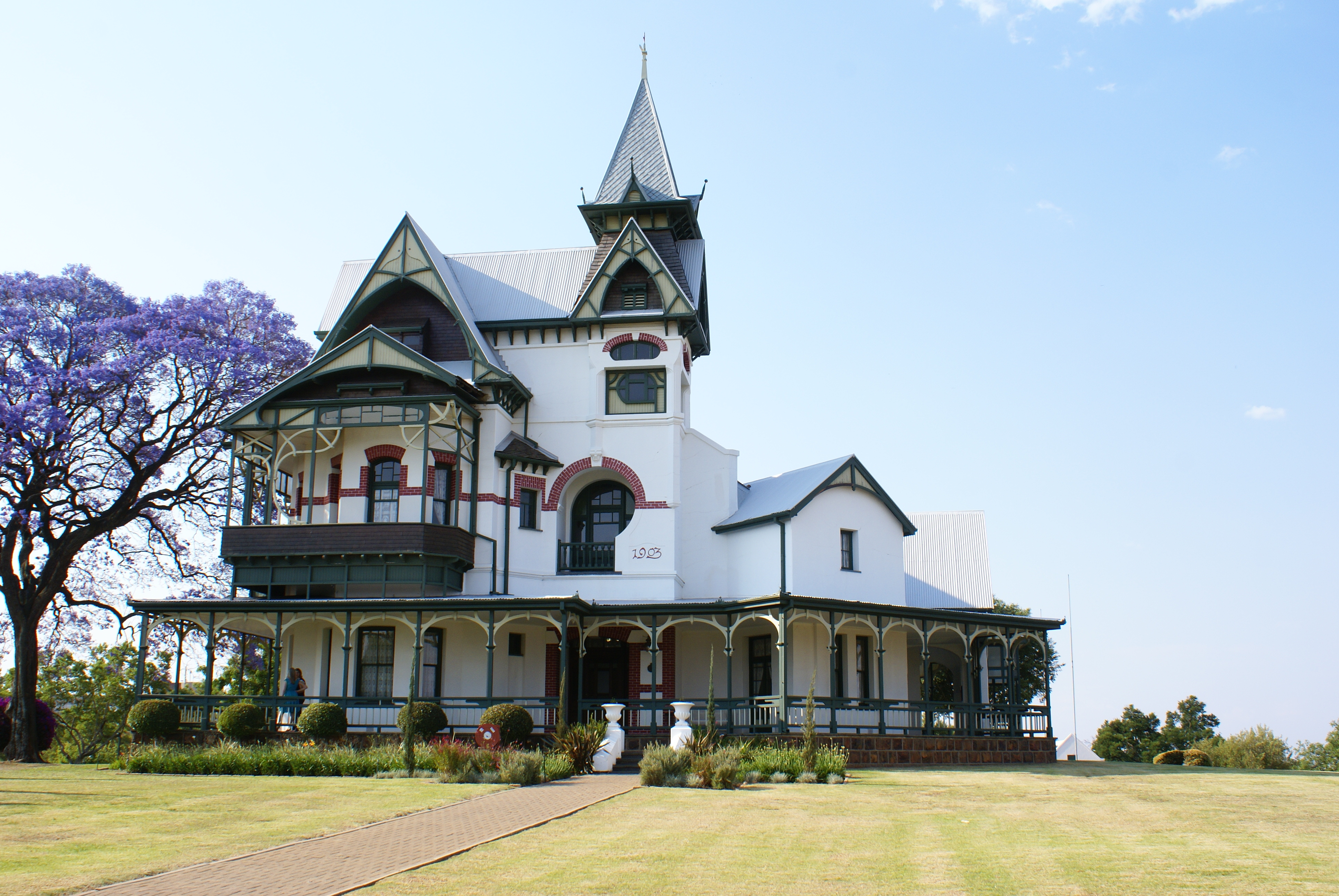
Erasmův zámeček

## Osobnosti
- Louis Raymond (1895–1962),  jihoafrický tenista, olympijský vítěz[4]
- Glynis Johnsová (1923–2024), britská herečka[5]
- Seymour Papert (1928–2016), americký matematik a informatik[6]
- Michael Levitt (* 1947), americko–britsko–izraelský biofyzik, nositel Nobelovy ceny za chemii za rok 2013[7]
- Roger Michell (1956–2021), anglický divadelní, filmový a televizní režisér[8]
- Arnold Vosloo (* 1962), jihoafricko-americký herec[9]
- Elon Musk (* 1971), americký podnikatel, inženýr, zakladatel společnosti SpaceX[10]

## Partnerská města
- Ammán, Jordánsko
- Baku, Ázerbájdžán
- Bukurešť, Rumunsko
- Bulawayo, Zimbabwe
- Kyjev, Ukrajina
- Port Louis, Mauritius
- Teherán, Írán
- Tchaj-pej, Tchaj-wan
- Washington, D.C., Spojené státy americké